# 김도창
김도창(金道昶, 1922년 11월 19일 ~ 2005년, 경북 안동)은 대한민국의 법학자이다. 
본관은 의성이다. 고등고시 사법과 제1회 합격자이며, 보사부차관, 문교부차관, 법제처장을 거쳐 제9대 국회의원을 역임하였다. 

## 학력
- 서울대학교 법과대학 학사
- 서울대학교 대학원 법학석사·법학박사

## 약력
- 제1회 고등고시 사법과 합격
- 보건사회부 차관
- 문교부 차관
- 법제처장 겸 헌법심의위원회 간사장
- 서울대학교 법과대학 교수
- 국제키비탄클럽 한국지구 총재
- 한국공법학회 회장
- 사법연수원 운영위원회 위원장
- 국제교류재단 이사
- 일본 공법학회 명예회원
- 1976년 ~ 1979년 : 제9대 국회의원 (유신정우회)

## 역대 선거 결과
| 실시년도 | 선거 | 대수 | 직책     | 선거구           | 정당       | 득표수 | 득표율      | 순위 | 당락 | 비고 |
| -------- | ---- | ---- | -------- | ---------------- | ---------- | ------ | ----------- | ---- | ---- | ---- |
| 1973년   | 총선 | 9대  | 국회의원 | 통일주체국민회의 | 유신정우회 |        | \| \| 0% \| | 지명 |      | 초선 |
|          | 0%   |      |          |                  |            |        |             |      |      |      |